# Nysius wekiuicola
Nysius wekiuicola (лат.) — вид клопов из семейства наземников (Lygaeidae). Редкий высокогорный вид, эндемик острова Гавайи.

## Описание
Мелкий (около 5 мм.) нелетающий хищный клоп. Обитает на вулкане Мауна Кеа на высотах более 3700 метров.
Был назван в честь бокового вулканического шлакового конуса Пу’уу Векиу англ. Pu'u wēkiu, что означает «верхний холм» на гавайском языке, у вершины Мауна-Кеа
В отличие от большинства других представителей семейства наземники, которые питаются семенами, этот вид приспособился питаться мёртвыми насекомыми, которых задуло ветром на вершину горы. В гемолимфе клопов этого вида был обнаружен своеобразный «антифриз», позволяющим им переживать низкие температуры и снег.

## Охрана
Сохранение популяции клопов было предметом споров. Строительство телескопа на вершине Мауна Кеа и туризм может негативно сказываться на высокогорных экосистемах. В октябре 2011 года правительство США отказалось включить этот вид в список видов находящихся под угрозой исчезновения.
Существует другой близкородственный вид Nysius aa, который занимает ту же экологическую нишу на соседнем вулкане Мауна-Лоа.